# Laakdal
Laakdal ist eine belgische Gemeinde in die Kempen der Region Flandern mit 16.753 Einwohnern (Stand 1. Januar 2024). Sie liegt südlich des Albertkanals und besteht aus den Ortsteilen Eindhout, Varendonk, Veerle und Vorst.
Turnhout liegt etwa 26 Kilometer nördlich, Antwerpen 45 Kilometer nordwestlich und Brüssel rund 52 Kilometer südwestlich.
Die nächsten Autobahnabfahrten befinden sich bei Geel und Ham an der A13/E 313.
In Herentals, Geel, Diest und Aarschot befinden sich die nächsten Regionalbahnhöfe.
Der Flughafen Antwerpen ist der nächste Regionalflughafen und der Flughafen Brüssel National nahe der Hauptstadt ist von internationaler Bedeutung.

## Persönlichkeiten
- Jan Wijnants (* 1948), Radrennfahrer
- Leopold Verboven (* 1953), Radrennfahrer, geboren in Veerle
- Ludwig Wijnants (* 1956), Radrennfahrer, geboren in Veerle